# Merișani
Merișani è un comune della Romania di 4 750 abitanti, ubicato nel distretto di Argeș, nella regione storica della Muntenia.
Il comune è formato dall'unione di 5 villaggi: Crâmpotani, Dobrogostea, Malu Vânăt, Merișani, Vâlcelele.